# 關朵琳·克莉絲蒂
‪關朵琳·克莉絲蒂（英語：Gwendoline Christie，1978年10月28日—），是一位英国女演員。她最为人所知的角色是HBO的電視劇《權力的遊戲》中的塔斯的布蕾妮（Brienne of Tarth）一角。克莉絲蒂其他的知名演出包括电影《飢餓遊戲：自由幻夢 終結戰》、《STAR WARS：原力覺醒》、《STAR WARS：最後的絕地武士》。以及Netflix影集《睡魔》中路西法 (DC漫畫)（Lucifer）一角。

## 外部連結
- 關朵琳·克莉絲蒂在互联网电影资料库（IMDb）上的資料（英文）
- 關朵琳·克莉絲蒂的Instagram帳戶